# طريق لندن
طريق لندن هو فيلم من نوع موسيقي وغموض ودراما وجريمة أُصدر في 2015. الفيلم من توزيع Picturehouse (company) ‏، وهو من إخراج Rufus Norris ‏.

## القصة
تقع أحداث الفيلم في لندن.

## طاقم التمثيل
- مايكل شيفر
- روزالي كرايغ
- توم هاردي
- Howard Ward  [لغات أخرى]‏
- Janet Henfrey [الإنجليزية]‏
- أوليفيا كولمان

## وصلات خارجية
- طريق لندن على موقع IMDb (الإنجليزية)
- طريق لندن على موقع روتن توميتوز (الإنجليزية)
- طريق لندن على موقع قاعدة بيانات الأفلام العربية
- طريق لندن على موقع ألو سيني (الفرنسية)
- طريق لندن على موقع أول موفي (الإنجليزية)
- طريق لندن على موقع فيلمافينيتي (الإسبانية)
- طريق لندن على موقع قاعدة بيانات الفيلم (الإنجليزية)
- طريق لندن على موقع ليتربوكسد (الإنجليزية)
- طريق لندن على موقع كينوبويسك (الروسية)